# Ủy ban Khuyến khích Đạo đức và Ngăn ngừa Đồi bại

Logo của Ủy ban

Ủy ban Khuyến khích Đạo đức và Ngăn ngừa Đồi bại (tiếng Ả Rập: هيئة الأمر بالمعروف والنهي عن المنكر; tên tiếng Anh: Committee for the Promotion of Virtue and the Prevention of Vice, viết tắt CPVPV hay còn gọi tên tiếng Anh khác là Committee for the Propagation of Virtue and the Elimination of Sin, viết tắt: CAVES hay HAIA ) hay còn gọi tên tiếng Việt ngắn gọn là Ủy ban Ngăn ngừa Đồi bại là một Ủy ban thuộc Chính phủ Ả Rập Xê Út được biết đến như là một lực lượng Cảnh sát tôn giáo hay mutaween (tiếng Ả Rập: مطوعين) có chức năng thực thi Luật Hồi giáo Sharia tại Quốc gia Hồi giáo này. Ủy ban này có khoảng 3.500 thành viên và nhiều tình nguyện viên, tuần tra viên trên các đường phố để thực thi quy định nghiêm ngặt của quốc gia về trang phục và phân biệt giữa nam và nữ, kiểm tra việc cầu nguyện của người Hồi giáo và những hành vi khác mà họ tin rằng được điều chỉnh bởi Hồi giáo.

## Những tổ chức tương tự
Ngoài nước Ả Rập Xê Út, chính phủ Taliban ở Afghanistan, cũng đã có một bộ "Khuyến khích Đạo đức và Ngăn ngừa Đồi bại" với nhiệm vụ bảo vệ đạo đức tôn giáo tương tự. Taliban được cho là đã áp dụng chính sách của chính phủ Ả Rập Xê Út không chỉ vì họ có một luật Hồi giáo nghiêm khắc, mà bị cho là được tài trợ về tài chánh cũng như về ngoại giao bởi chính quyền Ả Rập Xê Út.